# Maud Sjöqvist
Maud Lilian Sjöqvist, gift Nyberg, född 26 juli 1954 i Mölndal, är en svensk skådespelare.
Sjöqvist gick ut Teaterhögskolan i Stockholm 1979.

## Filmografi (urval)
- 1980 – Barnens ö
- 1981 – Skärp dig, älskling

## Teater

### Roller (ej komplett)
| År   | Roll       | Produktion                                                               | Regi             | Teater                   |
| ---- | ---------- | ------------------------------------------------------------------------ | ---------------- | ------------------------ |
| 1980 | Ingrid     | I vackra drömmars land Lars Björkman                                     | Claes Sylwander  | Helsingborgs stadsteater |
| 1981 | Dunjasja   | Körsbärsträdgården (Вишнёвый сад, Visjnjovyj sad ) Anton Tjechov         | Gustaf Elander   | Helsingborgs stadsteater |
| 1981 | Antoinette | Leva loppan (La puce à l'oreille) Georges Feydeau                        | Henning Moritzen | Helsingborgs stadsteater |
| 1982 | Kati       | Svejk i Andra världskriget (Schweyk im zweiten Weltkrieg) Bertolt Brecht | Hans Polster     | Helsingborgs stadsteater |
| 1982 | Helga      | Varken fågel eller fisk (Nicht Fisch nicht Fleisch) Franz Xaver Kroetz   | Hans Polster     | Helsingborgs stadsteater |